# Seznam kitajskih matematikov
Seznam kitajskih matematikov.

## Č
- Džang Heng (78 – 139)
- Čao Ko (1910 – 2002)
- Čen Džingrun (1933 – 1996) (Chen Jingrun)
- Šing-Šen Čern (1911 – 2004)
- Či-Hong Sun (1965 –)
- Čin Džjušao (1202 – 1261)
- Dzu Čongdži (429 – 501)

## D
- Džing Fang (78 pr. n. št. – 37 pr. n. št.)
- Džu Šidžje (1270 – 1330)

## G
- Gang Tjan
- Guo Šoudžing (1231 –1316)

## I
- I Šing (683 – 727)

## J
- Jang Hui (1238 – 1298)

## L
- Li Je (1192 – 1279)
- Li Čunfeng (602 – 670)
- Lju Hui (~ 220 – 285)

## S
- Sundzi Suandžing (okoli 400 – okoli 473)

## Y
- Tsit Yuen Lam (Lín Jiéxuán) (1942 –)

## W
- Wu Wenjun (1919 – 2017)